# Al Bahah (região)
Al Bahah (em árabe: الـبَـاحَـة; romaniz.: al-Bāḥah) é uma região da Arábia Saudita, com sede em Al Bahah. Tem 9 921 quilômetros quadrados e segundo censo de 2018, havia 487 108 habitantes.